# Számtani sorozat
A számtani sorozat (más néven aritmetikai sorozat, régies néven számtani vagy aritmetikai haladvány) egy elemi matematikai fogalom, mely a matematika sok részterületén előfordul. Egy legalább három számból álló – akár véges, akár végtelen – sorozatot akkor nevezünk számtani sorozatnak, ha a szomszédos elemek különbsége – differenciája – (a sorozatra jellemző) állandó.
Triviális példák a csupa azonos elemből álló konstans sorozatok, hiszen ezekben két szomszédos elem különbsége mindig 0; a legegyszerűbb nem triviális példák a természetes számok sorozata (0, 1, 2, 3, 4, 5, …) vagy a páros számok sorozata (0, 2, 4, 6, 8, 10, 12, …). A számtani sorozat a kontinuum felett értelmezett valós függvények elméletében definiálható egyváltozós lineáris függvény fogalmának diszkrét megfelelője, ahol e függvény értelmezési tartománya a természetes számok halmaza (D{an} ∈ N).

## Definíciói

### Különbségsorozattal
Számtani sorozatoknak nevezzük azokat a sorozatokat, amelyekben (a másodiktól kezdve) bármelyik tag és az azt megelőző tag különbsége állandó, vagyis
A sorozat (fent d-vel jelölt) különbségét, más szóval növekményét differenciának nevezzük, szokásos jelölése általában is d.
Példák a számtani sorozatra:

{\displaystyle -5;-1;3;7;11\dots }, itt a differencia 4, {\displaystyle a_{1}}=–5, {\displaystyle a_{2}}=–1, {\displaystyle a_{3}}=3 stb.

{\displaystyle 128;112;96;80;64\dots }, a differencia –16, {\displaystyle a_{1}}=128, {\displaystyle a_{2}}=112, {\displaystyle a_{3}}=96 stb.

{\displaystyle 3,41;\ 5,71;\ 8,01;\ 10,31;\ 12,61\dots }, a differencia 2,3.

{\displaystyle {\frac {25}{7}};{\frac {14}{7}};{\frac {3}{7}};-{\frac {8}{7}};-{\frac {19}{7}}}, a differencia {\displaystyle -{\frac {11}{7}}}. Ahogy látható, a sorozat elemei és a differencia is lehetnek törtek.
A különbségsorozat fogalma segítségével a számtani sorozat definíciója így hangzik: {\displaystyle a_{1},a_{2},a_{3}\dots a_{n},a_{n+1}\dots } akkor és csak akkor számtani sorozat, ha
{\displaystyle a_{n+1}-a_{n}=d} állandó, minden olyan {\displaystyle n\in \mathbb {N} }-ra, amelyre van a sorozatnak n-edik tagja (ha esetleg a sorozat véges lenne). 
Teljesen formalizálva, (an) akkor és csak akkor számtani sorozat, ha létezik olyan C valós szám, amelyre a sorozat két egymást sorrendben követő elemének a különbözete C állandó (a sorozat n indexei pozitív egészek), azaz:
{\displaystyle (\exists C\in \mathbb {R} )(\forall n\in \mathbb {N} ):\Delta a_{n}=a_{n+1}-a_{n}=C}

### Rekurzív definíció
A fentiekből következik a számtani sorozat rekurzív képlete:
Ez azt jelenti, hogy a sorozat következő elemét mindig úgy kapjuk, hogy hozzáadjuk az előző taghoz a differenciát. Ez tényleg pontosan azt jelenti, hogy a sorozat szomszédos tagjainak különbsége állandó.
A képletből következően a számtani sorozatok halmaza egy rekurzív sorozat-család, minimális rekurziós rendje 1, rekurziós szabálya(i) pedig a φd: R→R; φd(x) := x+d függvénycsalád, ahol d a sorozat(ok)ra jellemző állandó.

### „Általános taggal”

#### Az első taggal kifejezve
A sorozat n-edik elemére nem csak rekurzív, hanem explicit képlet is adható. Mivel a sorozat minden lépésben d-vel változik, ezért
Bővebben,
- a2 = a1+d;
- a3 = a2+d = (a1+d)+d = a1+2d;
- a4 = a3+d = (a1+2d)+d = a1+3d;
- s. í. t. …

Hasonlóan haladva és teljes indukcióval bizonyíthatóan,
- an = an-1+d = (a1+(n-2)d)+d = a1+(n-1)d;

#### A szomszédos tagokkal kifejezve
Ugyanezen okból – a lépésről lépésre d-vel való növekedés miatt – vezethető le az a tulajdonság, amelyről a számtani sorozatok nevüket nyerték. U.is véve a sorozat n-edik (de legalább második) elemét, a megelőző elem d-vel kisebb (an-1 = an-d), a rákövetkező elem d-vel nagyobb (an+1 = an+d).
Tehát (összeadva a fenti egyenlőségeket) an-1 + an+1 = (an-d)+(an+d) = 2an.
Vagyis az n-edik elem a két szomszédos elem számtani közepe („átlaga”):
De érvényes – hasonló okok miatt – az ennél általánosabb
egyenlőség is minden i<n-re. Azaz egy sorozat akkor és csak akkor számtani sorozat, ha bármely eleme számtani közepe a sorozatban tőle azonos index-távolságra lévő tagoknak. A fenti gondolatmenet egyébként nem igazolja, hogy bármely, a fenti tulajdonsággal jellemezhető sorozat szükségképp számtani, noha az is igaz, ld. Számtani közép/Számtani sorozatok.

#### Analitikus szemléletű definíció
Az n-edik tagra vonatkozó képletben csoportosítva az állandó és a változó mennyiségeket:
Így látható, hogy a számtani sorozatok épp azok a sorozatok, melyek az n független változójuk „lineáris” függvényei, azaz az
alakú sorozatok, ahol m,c olyan valós állandók, melyekre m=d és c=a1-d.

## Példák
| első tag | különbség | a sorozat pár tagja                       | n-edik tag (n∈N) |
| 0        | 1         | 0, 1, 2, 3, 4, 5, 6, …                    | n-1              |
| 0        | 2         | 0, 2, 4, 6, 8, 10, 12, …                  | 2n-2             |
| 1        | 0         | 1, 1, 1, 1, 1, 1, 1, …                    | 1                |
| 1        | 2         | 1, 3, 5, 7, 9, 11, 13, …                  | 2n-1             |
| 101      | -20       | 101, 81, 61, 41, 21, 1, -19, …            | -20n+121         |
| -3,11    | -1,01     | -3,11; -4,12; -5,13; -6,14; -7,15; -8,16; | -1,01n-2,1       |

- Legyen az (an) számtani sorozatban: {\displaystyle a_{1}=0}, a differencia: {\displaystyle d=3}, akkor a sorozat: 0; 3; 6; 9; 12; 15, …, és a sorozatot az an = 3n-3 (n∈N) képlet adja meg.
- Az {\displaystyle \textstyle a_{n}={n \choose 1}} képlettel definiált sorozat is számtani sorozat (a Pascal-háromszög "második ferde sora"), egyébként (an) = (n) (itt n∈N+).

## Összegzési képlet
A sorozat első n tagjának összegét ({\displaystyle S_{n}}) a következő ötlettel határozhatjuk meg. Vegyük az első n tagot, ezek: {\displaystyle a_{1},a_{2},\ldots ,a_{n}}. Majd írjuk fel ez alá a tagokat fordított sorrendben, vagyis {\displaystyle a_{n},a_{n-1},\ldots ,a_{1}}. Számítsuk ki ennek a 2n darab számnak az összegét. Ez egyrészt a keresett összeg kétszerese, hiszen az első n tag mindegyike pontosan kétszer szerepel. Másrészt pedig az egymás alatt lévő számok összege éppen {\displaystyle a_{1}+a_{n}}. Összesen n egymás alatti pár van, vagyis az összeg éppen {\displaystyle (a_{1}+a_{n})\cdot n}. De ez az általunk keresett összeg (azaz az első n tag összegének) kétszerese, vagyis a helyes eredmény:
Ha még azt is felhasználjuk, hogy {\displaystyle a_{n}=a_{1}+(n-1)d}, akkor
Ezt a képletet alkalmazva {\displaystyle a_{1}=1} és {\displaystyle d=1} esetben, megkapjuk az első n pozitív egész szám összegét, azaz {\displaystyle {\frac {(n+1)\cdot n}{2}}}-t vagy leegyszerűsítve: {\displaystyle {\frac {n^{2}+n}{2}}}.
E formula lényegében már a XIII. szd.-ban is ismert volt, persze leírása a kornak megfelelően történt; az összegzés módszerét mindenesetre már Leonardo Pisano (ismertebb nevén Fibonacci) is leírta (Liber Abaci; 1202, ch. II.12).

## További tulajdonságok

### Növekedési tulajdonságok
- A számtani sorozat monoton növekvő, és alulról korlátos, ha {\displaystyle d>0}
- A számtani sorozat monoton csökkenő, és felülről korlátos, ha {\displaystyle d<0}
- A számtani sorozat nemnövekvő, nemcsökkenő, azaz állandó, ha {\displaystyle d=0}

### Algebrai tulajdonságok
Két számtani sorozat összege és különbsége, továbbá egy számtani sorozat valós számszorosa (mint például ellentettje) is számtani sorozat.
Konkrétan: ha (an) = (a1+(n-1)d) és (bn) = (b1+(n-1)e) két számtani sorozat, akkor ((a+b)n) = (an+bn) = (a1+b1+(n-1)(d+e)) is számtani sorozat, melynek első tagja a tagok első tagjai összege, azaz a1+b1, és differenciája a tagok differenciáinak összege, azaz d+e.
Továbbá ha α∈R tetszőleges valós szám, akkor α(an) = (αa1+(n-1)αd) is számtani sorozat, első tagja az eredeti sorozat első tagjának α-szorosa; differenciája az eredeti sorozat differenciájának α-szorosa.
Ez azt jelenti, hogy a valós számtani sorozatok az összeadással kommutatív csoportot, illetve a számmal szorzást is hozzávéve, lineáris teret alkotnak. Tetszőleges csoport elemeiből képezett számtani sorozatokra szintén elmondható ugyanez.
Igazolható, hogy két számtani sorozat szorzata mindig másodrendű számtani sorozat, hiszen ha an = a1+(n-1)d és bn = b1+(n-1)e, akkor anbn = [a1+(n-1)d]·[b1+(n-1)e] = a1b1+(n-1)(d+e)+(n-1)2de = (a1b1-d-e+de)+(d+e-2de)n+(de)n2, ami megfelel a Másodrendű számtani sorozatok analitikus szemléletű definíciójának, továbbá az ott írtak alapján az is megállapítható, hogy a szorzatsorozat 1). különbségsorozatának differenciája a tényezők differenciáinak kétszeres szorzata; (D=2de) 2). különbségsorozatának első tagja az 1-gyel megnövelt differenciák szorzatánál eggyel kisebb (Δ(ab)1 = (d+1)(e+1)-1); és . ami a tagonkénti szorzat definíciójának is egyszerű következménye – első tagja természetesen a tényezők első tagjainak szorzata.

### Lineáris algebraileírás
A valós számsorozatok RN+ halmaza a tagonkénti összeadás és a tagonkénti ellentettképzés műveletével kommutatív csoportot alkotnak (nullelem a (0) := (0,0,0,…) sorozat). A számmal való tagonkénti szorzás műveletét hozzávéve pedig vektorteret kapunk. Ezen a téren belül a számtani sorozatok családja egy kétdimenziós generált alteret alkot, amelyet az {1} := {1,1,1,…} és az (n) := (1,2,3,4,5…) sorozatok generálnak, hiszen tetszőleges n>-0-ra (an) = (a1+(n-1)d) = (a1+nd-d) = a1·(1)+d(n)+(-d)·(1). Tehát a számtani sorozatok halmaza a <(0), (n)> generált altér.

## Magasabb rendű számtani sorozatok
A sorképzéssel számtani sorozatokra visszavezethető sorozatok magasabb rendű számtani sorozatok. Ezek éppen azok a sorozatok, melyek képzését polinommal lehet leírni. A polinom foka megegyezik a sorozat rendjével. 

### Összegzési képletek
Képletek a különböző rendű számtani sorozatok részletösszegeinek kiszámítására:
- {\displaystyle \sum _{i=1}^{n}i={\frac {n(n+1)}{2}}}
- {\displaystyle \sum _{i=1}^{n}i^{2}={\frac {n(n+1)(2n+1)}{6}}}
- {\displaystyle \sum _{i=1}^{n}i^{3}=\left({\frac {n(n+1)}{2}}\right)^{2}}

Általános esetre alkalmazható a Faulhaber-képlet:
- {\displaystyle \sum _{i=1}^{n}i^{p}={\frac {(n+1)^{p+1}}{p+1}}+\sum _{k=1}^{p}{\frac {B_{k}}{p-k+1}}{p \choose k}(n+1)^{p-k+1}}.

ahol {\displaystyle B_{k}} a {\displaystyle k}-adik Bernoulli-szám.

### Tetraéderszámok
A tetraéderszámok harmadrendű számtani sorozatot alkotnak. A sorozat elemei ezzel a harmadfokú polinommal számíthatók ki:
{\displaystyle a_{n}={\frac {n(n+1)(n+2)}{6}}={\frac {1}{6}}\cdot (n^{3}+3n^{2}+2n)}.
A polinomban szereplő legnagyobb hatvány a polinom foka. 
| Sorozat:             | {\displaystyle 0\ } |                     | {\displaystyle 1\ } |                     | {\displaystyle 4\ } |                     | {\displaystyle 10\ } |                      | {\displaystyle 20\ } |                      | {\displaystyle 35\ } |                      | {\displaystyle 56\ } |                       | {\displaystyle 84\ } | {\displaystyle ...\ } |
| 1. különbségsorozat: |                     | {\displaystyle 1\ } |                     | {\displaystyle 3\ } |                     | {\displaystyle 6\ } |                      | {\displaystyle 10\ } |                      | {\displaystyle 15\ } |                      | {\displaystyle 21\ } |                      | {\displaystyle 28\ }  |                      | {\displaystyle ...\ } |
| 2. különbségsorozat: |                     |                     | {\displaystyle 2\ } |                     | {\displaystyle 3\ } |                     | {\displaystyle 4\ }  |                      | {\displaystyle 5\ }  |                      | {\displaystyle 6\ }  |                      | {\displaystyle 7\ }  |                       |                      | {\displaystyle ...\ } |
| 3. különbségsorozat: |                     |                     |                     | {\displaystyle 1\ } |                     | {\displaystyle 1\ } |                      | {\displaystyle 1\ }  |                      | {\displaystyle 1\ }  |                      | {\displaystyle 1\ }  |                      | {\displaystyle ...\ } |                      |                       |

A táblázatból láthatóan a tetraéderszámok első különbségsorozata a háromszögszámok másodrendű számtani sorozata.

### Négyzetszámok
A négyzetszámok sorozata másodrendű számtani sorozat:
| Sorozat:             | {\displaystyle 0\ } |                     | {\displaystyle 1\ } |                     | {\displaystyle 4\ } |                     | {\displaystyle 9\ } |                     | {\displaystyle 16\ } |                     | {\displaystyle 25\ } |                      | {\displaystyle 36\ } |                      | {\displaystyle 49\ } | {\displaystyle ...\ } |
| 1. különbségsorozat: |                     | {\displaystyle 1\ } |                     | {\displaystyle 3\ } |                     | {\displaystyle 5\ } |                     | {\displaystyle 7\ } |                      | {\displaystyle 9\ } |                      | {\displaystyle 11\ } |                      | {\displaystyle 13\ } |                      | {\displaystyle ...\ } |
| 2. különbségsorozat: |                     |                     | {\displaystyle 2\ } |                     | {\displaystyle 2\ } |                     | {\displaystyle 2\ } |                     | {\displaystyle 2\ }  |                     | {\displaystyle 2\ }  |                      | {\displaystyle 2\ }  |                      |                      | {\displaystyle ...\ } |

## Többdimenziós számtani sorozatok
A számtani sorozatok magasabb dimenziós általánosítása
{\displaystyle a+mb+nc}
ahol {\displaystyle m=1,2,\cdots ,k}, {\displaystyle n=1,2,\cdots ,l}, {\displaystyle a,b,c\in \mathbb {N} } konstansok. A definíció hasonló más dimenziókban.

## Érdekességek
- Már az ókori egyiptomiak is ismerték a számtani és mértani sorozatot. Erről tanúskodik az ún. Rhind-papirusz, amely körülbelül Kr. e. 1750-ből való.

- Egy híres történet, amely a szájhagyomány útján átalakult, arról szól, hogy Gauss általános iskolai tanára, J. G. Büttner diákjait azzal akarta lefoglalni, hogy 1-től 100-ig adják össze az egész számokat. A fiatal Gauss mindenki megdöbbenésére másodpercek alatt előrukkolt a helyes megoldással, megvillantva matematikai éleselméjűségét. Gauss észrevette, hogy a sor ellenkező végein lévő számok párokba állításával azonos összegeket kap: 1 + 100 = 101, 2 + 99 = 101, 3 + 98 = 101 stb., ami összesen {\displaystyle 50\cdot 101=5050}-et eredményez (lásd az összegzési képletet). Több információ a témában itt található:.
- A számtani sorozatok egymás után tetszőleges véges számú prím elemet tartalmazhatnak, ahogy azt Terence Tao és Ben Green bebizonyította.[2] 2015-ben négy ilyen leghosszabb sorozatot ismertek, melyek 26 elemből álltak (AP-26).

43142746595714191 + 23681770·23#·n, ahol 0 ≤ n ≤ 25 és 23# = 223092870 (Benoãt Perichon,  2010. április 12.);
3486107472997423 + 1666981·23#·n, ahol 0 ≤ n ≤ 25 (James Fry, 2012. március 16.),
136926916457315893 + 44121555·23#·n, ahol 0 ≤ n ≤ 25 (Bryan Little, 2014. február 23.)
161004359399459161 + 47715109·23#·n, ahol 0 ≤ n ≤ 25 (Bryan Little, 2015. február 19.).
Egy tízelemű hasonló sorozat:
| {\displaystyle 199\ } |                       | {\displaystyle 409\ } |                       | {\displaystyle 619\ } |                       | {\displaystyle 829\ } |                       | {\displaystyle 1039\ } |                       | {\displaystyle 1249\ } |                       | {\displaystyle 1459\ } |                       | {\displaystyle 1669\ } |                       | {\displaystyle 1879\ } |                       | {\displaystyle 2089\ } |
|                       | {\displaystyle 210\ } |                       | {\displaystyle 210\ } |                       | {\displaystyle 210\ } |                       | {\displaystyle 210\ } |                        | {\displaystyle 210\ } |                        | {\displaystyle 210\ } |                        | {\displaystyle 210\ } |                        | {\displaystyle 210\ } |                        | {\displaystyle 210\ } |                        |

## Fordítás
Ez a szócikk részben vagy egészben  az   Arithmetische Folge című német Wikipédia-szócikk fordításán alapul.  Az eredeti cikk szerkesztőit annak laptörténete sorolja fel. Ez a jelzés csupán a megfogalmazás eredetét és a szerzői jogokat jelzi, nem szolgál a cikkben szereplő információk forrásmegjelöléseként.